# 花車優
花車 優（はなぐるま ゆう、2000年1月28日 - ）は、日本の男子競泳選手。専門種目は平泳ぎ。香川県坂出市出身。身長181センチメートル。

## 経歴
香川大学教育学部附属坂出小学校、香川大学教育学部附属坂出中学校、香川県立丸亀高等学校、東洋大学文学部国際文化コミュニケーション学科卒業。2022年4月1日、キッコーマンに入社。
2018年にアルゼンチンのブエノスアイレスで開催されたユースオリンピックに出場。
2022年国際大会代表選考会の200m平泳ぎで派遣記録を切って優勝し、世界水泳の代表に内定。6月にブダペストで行われた本大会では男子200m平泳ぎで2位となり銀メダルを獲得した。
2023年11月、キッコーマンを退社し、所属先をイトマン東京に変えた。
2024年パリオリンピック競泳男子200メートル平泳ぎでは、決勝に進出し、2分8秒79のタイムで5位となった。